# Morobakung
Morobakung is een bestuurslaag in het regentschap Gresik van de provincie Oost-Java, Indonesië. Morobakung telt 1181 inwoners (volkstelling 2010).